# Porto di Palermo
Il porto di Palermo è uno dei maggiori porti per traffico passeggeri e per dimensioni del Mediterraneo. Si estende da est per alcuni chilometri da via Francesco Crispi (nei pressi dell'antico porticciolo della Cala), inglobando le zone marinare dell'Arenella e dell'Acqua Santa.
È sede dell'Autorità di sistema portuale del mare della Sicilia occidentale, che estende le sue competenze anche sugli scali di Porto Empedocle, Termini Imerese, Trapani, Gela e Licata.

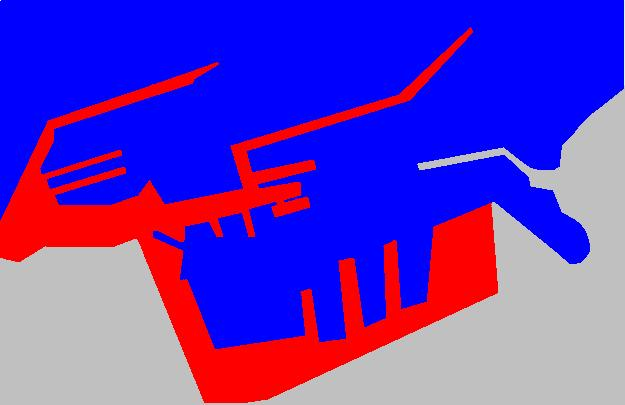
Grafico del porto

## Storia

### Origini
Le origini del porto di Palermo si sovrappongono con quelle della città, perché fu proprio lo scalo marittimo a essere il fulcro centrale dello sviluppo del capoluogo siciliano. I navigatori fenici, che la fondarono, la scelsero per la conformazione della sua insenatura e i greci chiamavano la metropoli Panormos, cioè “tutto porto”. Fu al centro degli scambi commerciali per i Fenici, i Cartaginesi, i Romani, gli Arabi e, soprattutto, i Normanni.

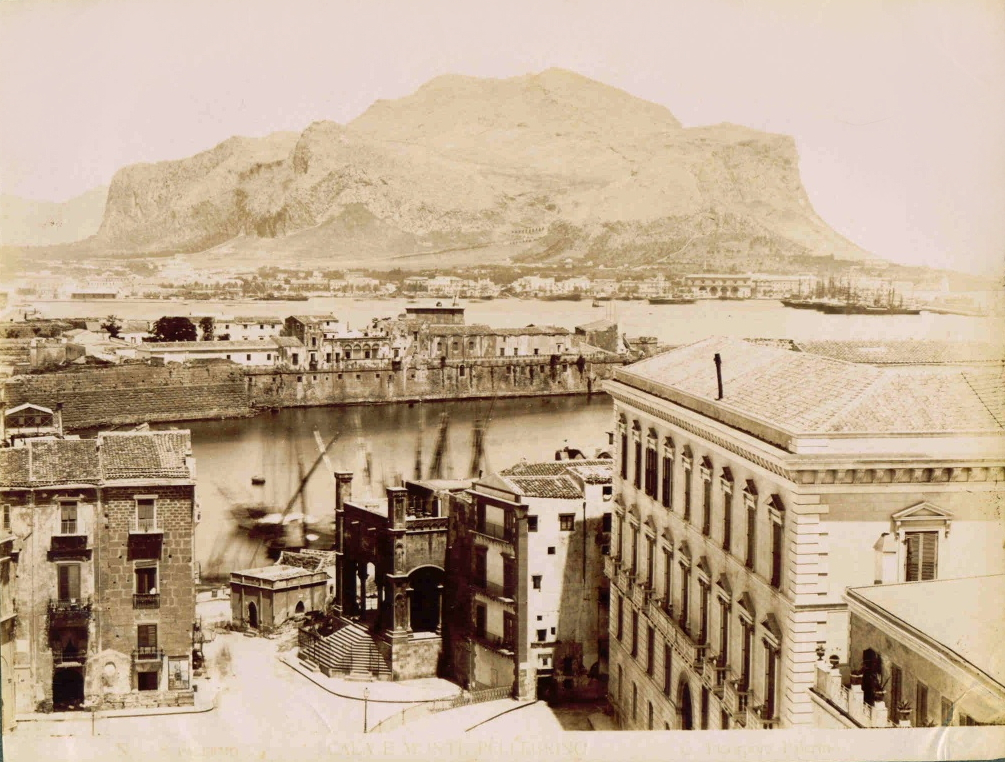
Foto d'epoca

### Passato
L'attuale porto di Palermo vide la sua nascita nel 1567, su volontà del Viceré di Sicilia García Álvarez de Toledo y Osorio, quando l'antico porto della Cala diventò insufficiente e troppo angusto per le crescenti esigenze cittadine. Essendo il lato Sud della Cala occupato dalla passeggiata della marina, si scelse, come luogo di sviluppo per la nuova zona portuale, il lato Nord del centro abitato presso il nuovo quartiere di Santa Lucia (l'attuale Borgo Vecchio), fondato da Carlo d'Aragona Tagliavia nel 1570, che, proprio in funzione del porto, andò poi a sviluppare un carattere tipicamente marinaro.
Nel 1590, quando i lavori del Molo Nuovo furono ultimati, fu posto, all'ingresso del porto, un cippo in memoria dell'avvenuta costruzione. Il cippo, sormontato dall'aquila palermitana, presenta, su uno dei quattro lati, lo stemma del Viceré García de Toledo e, su un altro lato, la più antica raffigurazione esistente del Genio di Palermo.
L'area portuale andò sempre più espandendosi verso Nord, con la creazione, nel XIX secolo, dei cantieri navali, fino a raggiungere il porto dell'Acquasanta.
All'inizio del XX secolo, venne collegata da un binario alla stazione centrale: questo binario fu successivamente eliminato e venne creata una congiunzione più larga e sotterranea, in modo da unire anche la stazione Notarbartolo.

### Presente

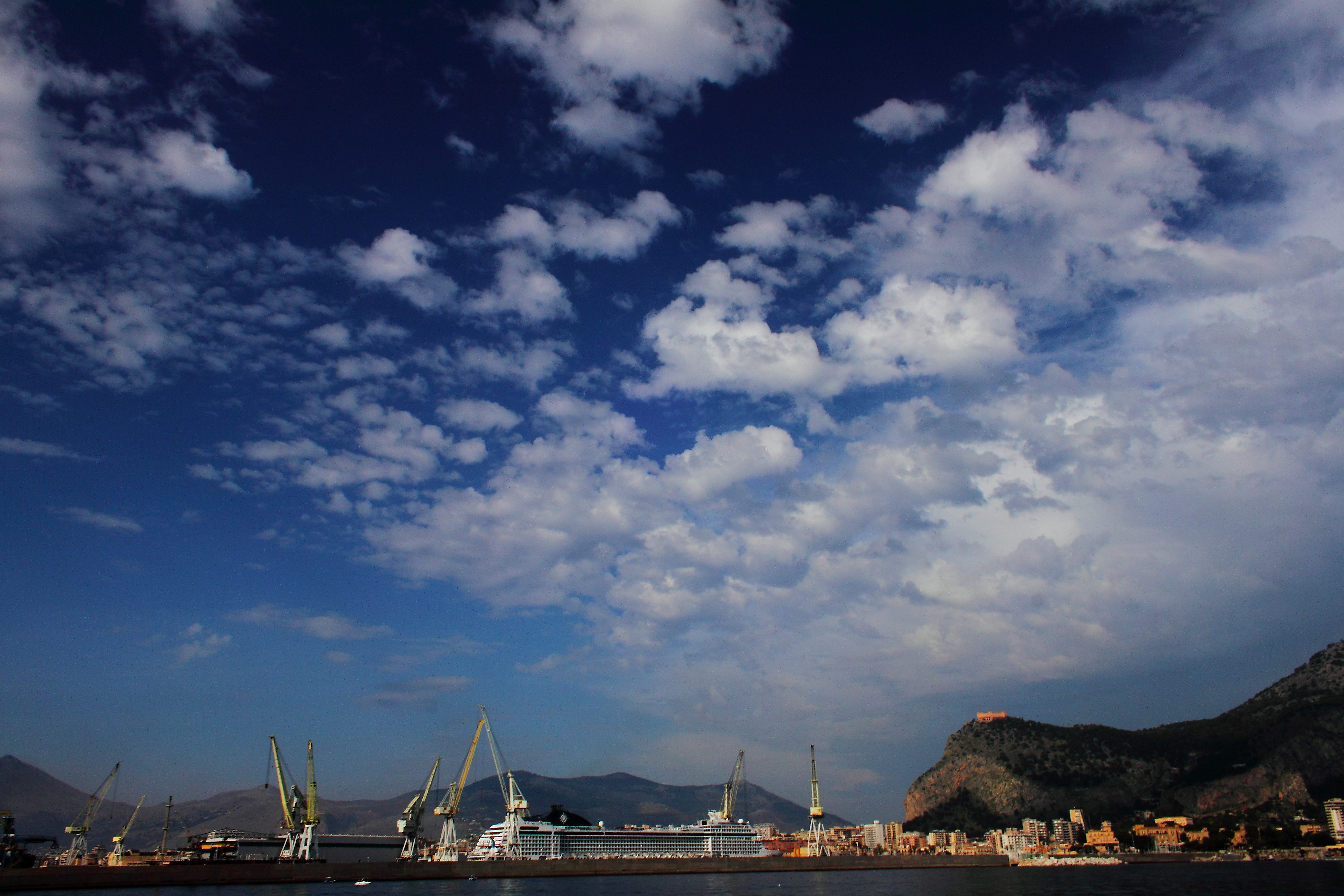
Vista del porto dal mare

Il porto di Palermo è connesso con servizi regolari di navi-traghetto con Napoli, Livorno, Cagliari, Civitavecchia, Genova, Tunisi e, in maniera meno frequente, con diverse altre località italiane e del bacino del Mediterraneo. Inoltre, è collegato attraverso aliscafi alle isole Eolie e all'isola di Ustica. Esso ospita anche un notevole traffico merci, con la movimentazione di container provenienti, via Gioia Tauro, da tutte le parti del mondo e destinati all'intero territorio siciliano. All'interno del porto esiste il cantiere navale di Palermo, fra i pochi esistenti del Mezzogiorno d'Italia nel Mediterraneo. I cantieri navali sono di proprietà della Fincantieri, che riserva ai cantieri di Palermo il compito di costruire e ristrutturare le navi passeggeri e merci. È uno dei porti più importanti del mediterraneo per traffico crocieristico.

### Futuro

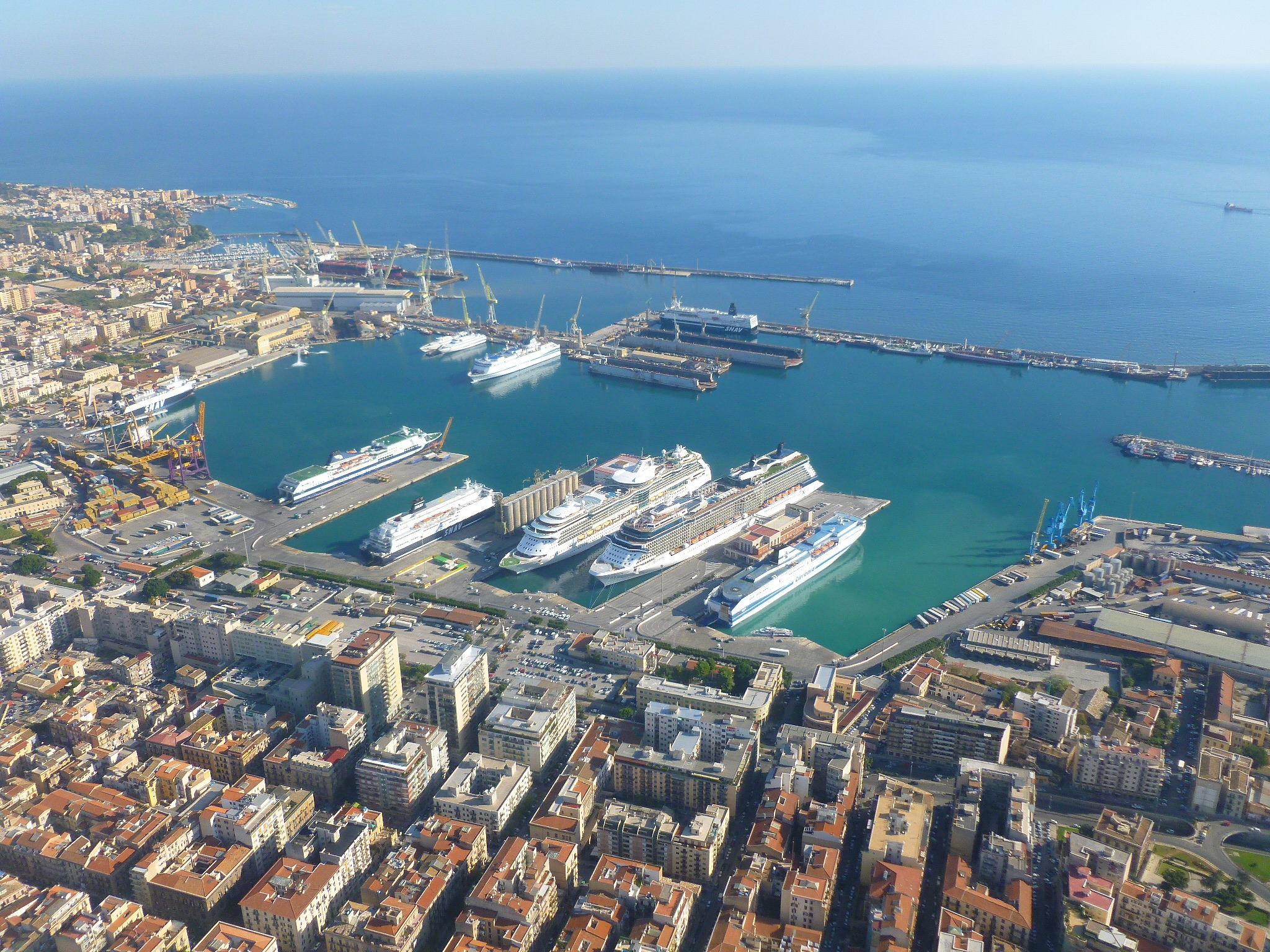
Gli attacchi per le navi da crociera

È stato recentemente approvato il nuovo Piano Regolatore Portuale, che prevede lo sviluppo del porto per i prossimi dieci anni: in questo piano vi è una quasi dismissione del settore merci che verrà spostato a Termini Imerese, mentre il porto di Palermo si svilupperà nel settore turistico e crocieristico, in particolare con la creazione di un ampio parco urbano archeologico e di club marini, con l'eliminazione delle barriere che lo separano dalla città, con il rifacimento della viabilità interna ma anche esterna e con una nuova e moderna stazione marittima. Per quanto concerne i collegamenti esterni al porto, è previta la creazione di un tunnel che, passando, colleghi il porto con la tangenziale; sono previste anche due rotatorie in corrispondenza degli ingressi del porto ed una fermata ferroviaria del servizio ferroviario metropolitano.
Di seguito una tabella che descrive come cambieranno gli spazi all'interno del porto, i numeri si intendono in metri quadrati:
| Aree funzionali                                                | Dimensione attuale | Dopo i lavori |
| -------------------------------------------------------------- | ------------------ | ------------- |
| Stoccaggio merci e magazzini e accumulo mezzi e banchine merci | 203.982            | 243.873       |
| Container                                                      | 42.600             | 46.524        |
| Crociere                                                       | 21.759             | 55.420        |
| Nautica da diporto                                             | 127.212            | 206.489       |
| Cantieristica                                                  | 213.201            | 271.628       |
| Aree parcheggio e sosta                                        | 12.823             | 76.253        |

## Approdi
Attualmente il porto dispone dei seguenti approdi operativi:
- 6 per navi di grande portata
- 1 per navi container di grande portata
- 2 per navi feeders
- 8 per navi (RO-RO) di media portata
- 8 per navi convenzionali di media portata

## Collegamenti principali

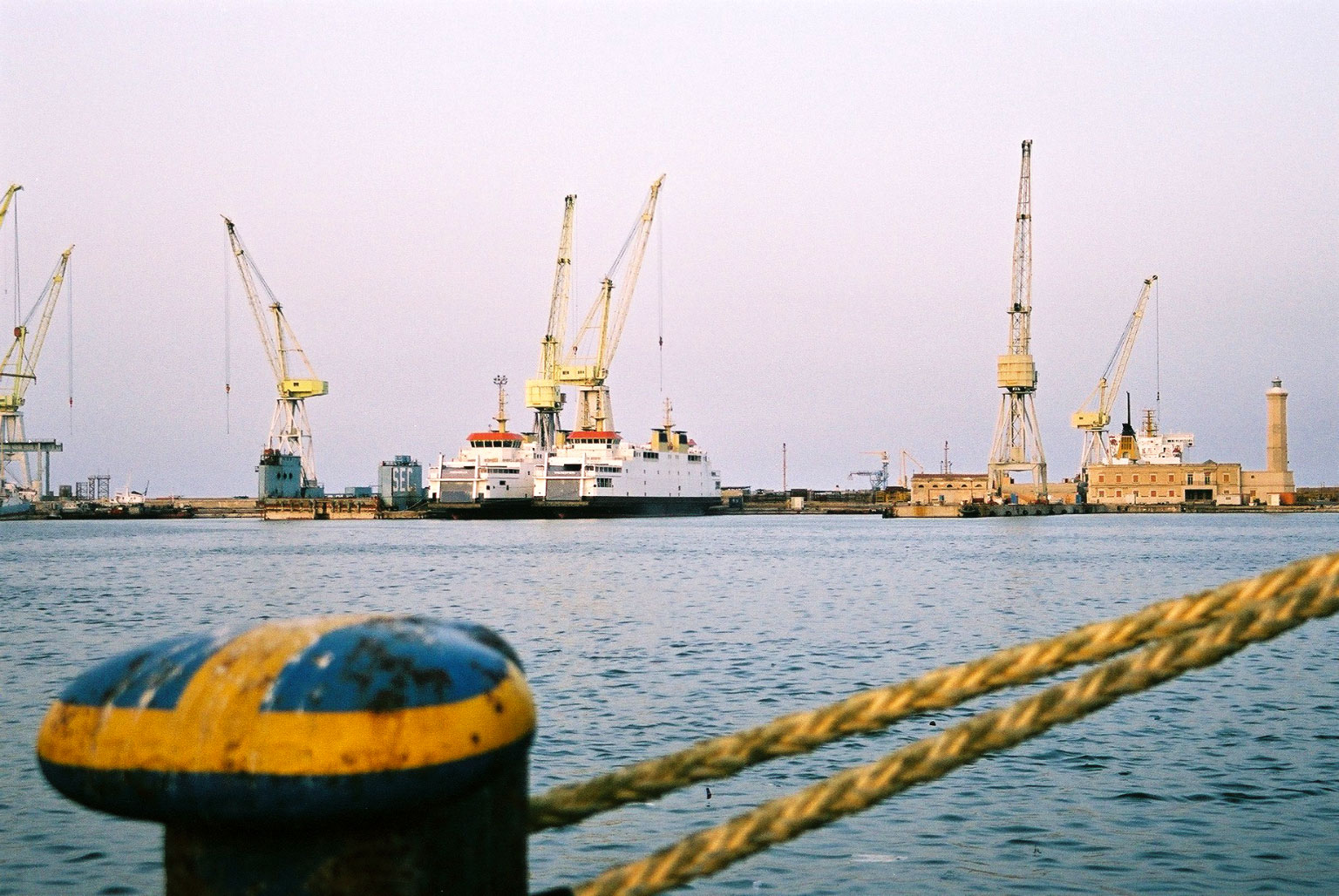
Un'immagine del porto di Palermo

Le principali destinazioni del porto di Palermo sono:
- Genova tramite Grandi Navi Veloci
- Napoli tramite Tirrenia, Grandi Navi Veloci e Grimaldi Lines
- Livorno tramite Grimaldi Lines
- Civitavecchia tramite Grandi Navi Veloci
- Cagliari tramite Grimaldi Lines
- Salerno tramite Grimaldi Lines
- Eolie tramite Liberty Lines e Siremar
- Ustica tramite Siremar e Liberty Lines
- Tunisi tramite Grandi Navi Veloci e Grimaldi Lines
- Milazzo tramite Liberty Lines
- Cefalù tramite Liberty Lines

## Dati di traffico
Sono ogni anno in forte aumento i dati di traffico dei crocieristi che transitano da Palermo, i dati lo portano ad essere il settimo scalo nazionale nel settore e il primo scalo della Sicilia avendo superato nel 2005 il Porto di Messina, i dati sulle merci si intendono in tonnellateIl porto di Palermo dispone di 2 gru Container e una banchina per navi da 200m destinate solo alle navi porta container:
| Tipologia   | 2001      | 2002      | 2003      | 2004      | 2005      | 2006      | 2007      | 2008      |
| ----------- | --------- | --------- | --------- | --------- | --------- | --------- | --------- | --------- |
| Passeggeri  | 2.022.542 | 1.660.367 | 1.867.071 | 2.064.044 | 1.897.265 | 2.046.678 | 2.305.991 | 2.427.475 |
| Crocieristi | -         | -         | -         | -         | -         | -         | -         | -         |
| Merci       | 5.269.074 | 4.906.177 | 5.407.618 | 5.937.171 | 5.739.061 | 6.142.106 | 6.630.240 | 6.803.726 |
| Tipologia   | 2009      | 2010      | 2011      | 2012      | 2013      | 2014      | 2015      | 2016      |
| Passeggeri  | 2.238.305 | 2.084.406 | 1.824.935 | 1.625.496 | 1.590.796 | 1.790.414 | 1.804.140 | 1.911.973 |
| Crocieristi | -         | -         | -         | 354.399   | 410.999   | 531.712   | 546.884   | 510.078   |
| Merci       | 6.121.037 | 6.151.765 | 6.146.735 | 6.176.676 | 6.108.345 | 6.250.496 | 6.886.762 | 6.486.918 |
| Tipologia   | 2017      | 2018      | 2019      | 2020      | 2021      | 2022      | 2023      |           |
| Passeggeri  | 1.815.613 | 1.986.941 | 1.954.601 | 946.340   | 1.279.659 | 1.981.323 | 2.186.380 |           |
| Crocieristi | 459.229   | 577.934   | 501.281   | 75.235    | 104.250   | 554.279   | 740.316   |           |
| Merci       | 6.309.574 | 6.189.091 | 5.789.509 | 7.292.301 | 7.637.948 | 7.730.048 | 6.908.256 |           |